# Hauk Aabel

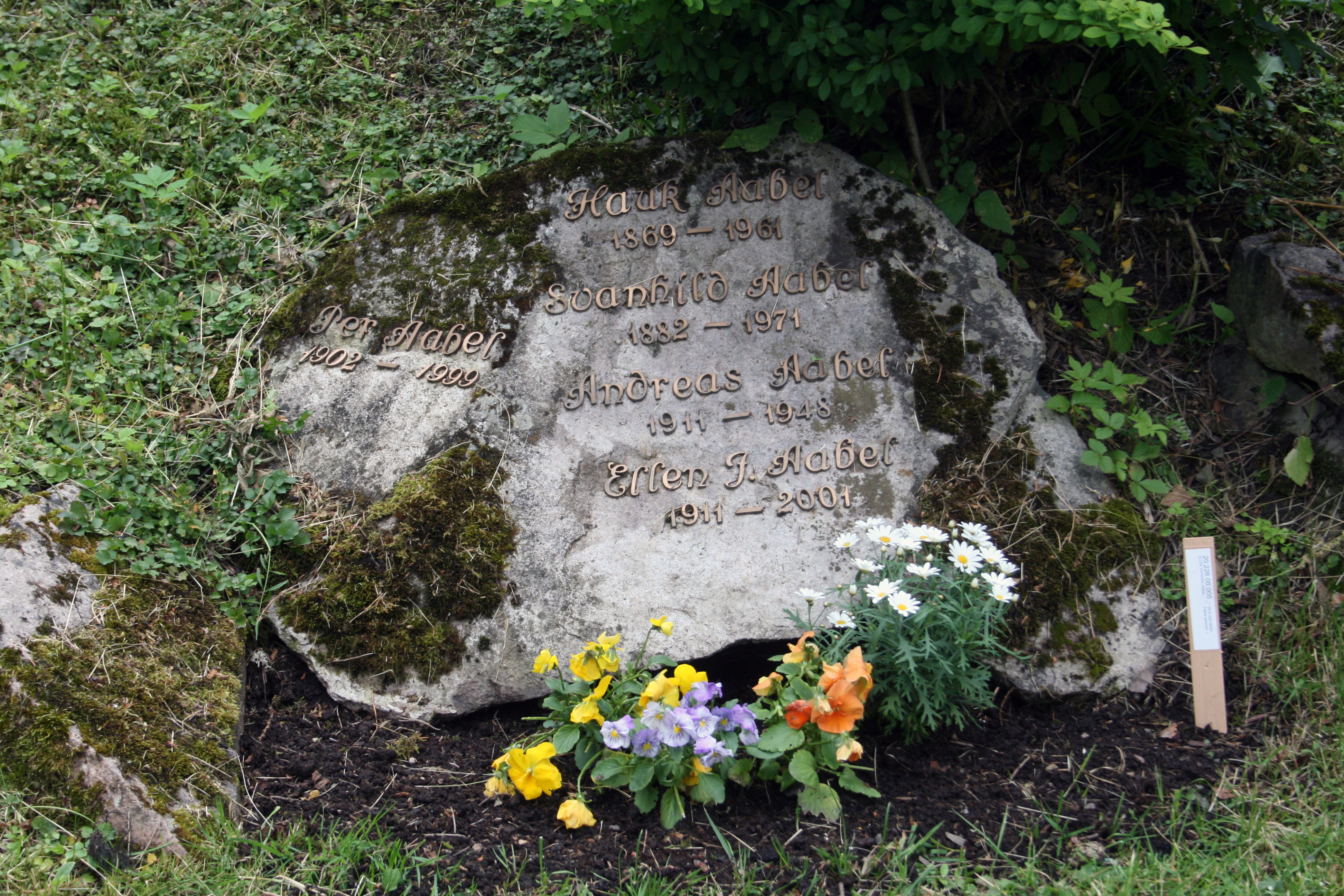
Tumba de Hauk y Per Aabel en el Cementerio Vestre gravlund de Oslo

Hauk Aabel (21 de abril de 1869-12 de diciembre de 1961) fue un actor teatral y cinematográfico noruego.

## Biografía
Su nombre completo era Hauk Erlendssøn Aabel, y nació en Førde, Noruega, siendo su padre el médico y poeta Andreas Leigh Aabel (1830-1901). Criado en Valdres y Toten, tras superar su examen artium en Hamar en 1889, estudió en la Universidad de Oslo, trabajando después como profesor particular en Gjøvik. También se formó en la Academia Militar de Noruega (Krigsskolen), pero finalmente debutó en el Christiania Theater de Johanne Dybwad en  1897. Sin embargo, no se abrió paso hasta 1899, en el Sekondtheatret, donde encarnó a Snild en la obra de Gustav Wied Erotik. Entre 1900 y 1904 estuvo asociado con  el Teatro nacional de Oslo, y a partir de 1904 trabajó en el Centralteatret. En total hizo 162 actuaciones en el Teatro Nacional.
En 1917 actuó en una película muda en Suecia, volviendo a Noruega en 1927, donde participó en otras varias películas. Su última actuación cinematográfica llegó con la cinta sueca Valfångare en 1939.
Hauk Aabel falleció en Oslo en el año 1961. Fue padre de los actores Per Aabel (1902-1999) y Andreas Aabel (1911-1948).

## Premios
- 1922 : Medalla de oro al Mérito del Rey (Kongens fortjenstmedalje)[2]
- 1951 : Statens kunstnerlønn
- 1958 : Caballero de primera clase de la Orden de San Olaf

## Filmografía
- 1939 : Valfångare
- 1938 : Ungen
- 1936 : Morderen uten ansikt
- 1935 : Du har lovet mig en kone!
- 1933 : Jeppe på bjerget
- 1932 : En glad gutt
- 1931 : Den store barnedåpen
- 1927 : Troll-elgen
- 1917 : Alexander den store

## Teatro (selección)
- 1938 : Jacob von Tyboe
- 1933 : Pigmalión
- 1928 : El pato silvestre
- 1928 : Jeppe paa bierget
- 1900 : Baldevins bryllup